# Risto Björlin
Risto Uolevi Björlin (Vaasa, 9 dicembre 1944) è un ex lottatore finlandese, specializzato nella lotta greco-romana..
Ha rappresentato la Finlandia a tre edizioni consecutive dei Giochi olimpici estivi: Tokyo 1964, Città del Messico 1968 e Monaco di Baviera 1972, vincendo la medaglia d'oro nel torneo dei pesi gallo  in quella tedesca.

## Palmarès
- Giochi olimpici

Monaco di Baviera 1972: bronzo nei pesi gallo;
- Europei

Västerås 1968: bronzo nei pesi gallo;
Modena 1969: oro nei pesi gallo;
Madryt 1974: argento nei pesi gallo;
- Campionati nordici

Oslo 1963: bronzo nei pesi mosca;
Lycksele 1966: oro nei pesi gallo;
Nykøbing Falster 1967: oro nei pesi gallo;
Oslo 1968: oro nei pesi gallo;
Joensuu 1969: oro nei pesi gallo;
Sundsvall 1970: oro nei pesi gallo;
Frederiksværk 1975: oro nei pesi piuma;